# Манцо, Андреа
Андреа Манцо (итал. Andrea Manzo; род. 5 ноября 1961, Местре) — итальянский футболист, полузащитник; после завершения карьеры — тренер.

## Карьера

### Игровая
Полузащитник с хорошей физической подготовкой, Манцо на протяжении нескольких сезонов выступал за Фиорентину и Милан, сыграв за два клуба в общей сложности 80 матчей. В частности, футболист выступал за Милан четыре сезона, однако закрепиться в стартовом составе ему не удалось: за клуб в сезоне 1986-1987 футболист не провёл и двадцати матчей.
Манцо также провёл по два сезона в Серии А за «Сампдорией» и «Удинезе». В Серии B в общей сложности футболист провёл 138 матчей, в которых забил девять голов. Завершил карьеру игрок в Местре, в молодёжной команде, в которой он выступал в начале карьеры.
В сезоне 1980—1981 провёл три матча за молодёжную сборную Италии.

### Тренер
Начал тренерскую карьеру в клубах низшей итальянской лиги, и весной 2005 года стал тренером Венеции — клуба, близкого к банкротству. Манцо был уволен с поста главного тренера Венеции из-за слабых результатов команды (4 очка в 5 матчах), однако Манцо удалось заложить хорошую основу клуба; следующему тренеру клуба Нелло Ди Констанца удалось выиграть Серию С2.
В 2006 году стал тренером второй команды Пармы, а 12 мая 2008 года уже был вызван в первую команду, после увольнения Эктора Купера, который довёл команду до вылета в Серию B. Клубу удаётся выиграть Fiat Cup в Шанхае, обыграв Шанхай Шэньхуа 1-0 и «Ювентус» 9-8 по пенальти (основное время матча закончилось вничью 3-3).
15 марта 2010 года Манцо оставил пост главного тренера Пармы, тогда же стал главным тренером футбольного клуба Чьоджа-Соттомарина (Серия D).В период 2010—2012 гг. был заместителем главного тренера Лугано. Позднее стал тренером молодёжного клуба Лугано. В июне 2016 года, после ухода Зденека Земана, стал тренером Лугано. 19 декабря 2016 года, покинул пост тренера Лугано после неудачного выступления в Супер-Лиге (8-е место).

## Достижения

### Игрок

#### Клуб
- Серия C1

Касертана: 1990—1991 (группа B)
- Серия D

Местре: 1995—1996 (группа D)

### Тренер
- Эччеленца

Конельяно: 2001—2002 (группа B)